# Socata TBM
De Socata TBM (nu Daher TBM) is een eenmotorig turboprop laagdekker zakenvliegtuig gebouwd door het Franse bedrijf Socata, dat in 2014 geheel is opgegaan in het eveneens Franse Daher. Het toestel met vier-zes zitplaatsen maakte zijn eerste vlucht op 14 juli 1988. Het toestel is nog steeds in productie.

## Ontwerp en historie
De Socata TBM was oorspronkelijk een samenwerking tussen Socata en de Amerikaanse vliegtuigbouwer Mooney Airplane Company. De letters TB staan voor de plaats van productie: Tarbes. De M staat voor Mooney. Het ontwerp van de TBM is een directe afgeleide van de Mooney 301, waarvan alleen een prototype heeft bestaan. In mei 1991 moest de firma Mooney zich uit de samenwerking terugtrekken wegens financiële problemen. Met de 301 als startpunt werd de TBM 700 ontwikkeld, waarbij de nadruk lag op goede prestaties zoals snelheid, vlieghoogte en betrouwbaarheid. De geheel metalen TBM 700 is uitgerust met een drukcabine en intrekbaar landingsgestel. Voorts beschikt de TBM over een automatisch de-icing-systeem en een verwarmde voorruit.
De TBM was begin jaren 1990 een commercieel succes. De eerste serie van vijftig stuks was al direct uitverkocht. Zowel de piloten als de eigenaren prezen de vliegeigenschappen, prestaties en het relatief lage brandstofverbruik. Het toestel is in gebruik bij privévliegers, bedrijven en charter- en verhuurmaatschappijen.

## Belangrijkste varianten
TBM 700
Eerste productieversie  met een Pratt & Whitney Canada PT6A-64 turboprop-motor van 700 pk.

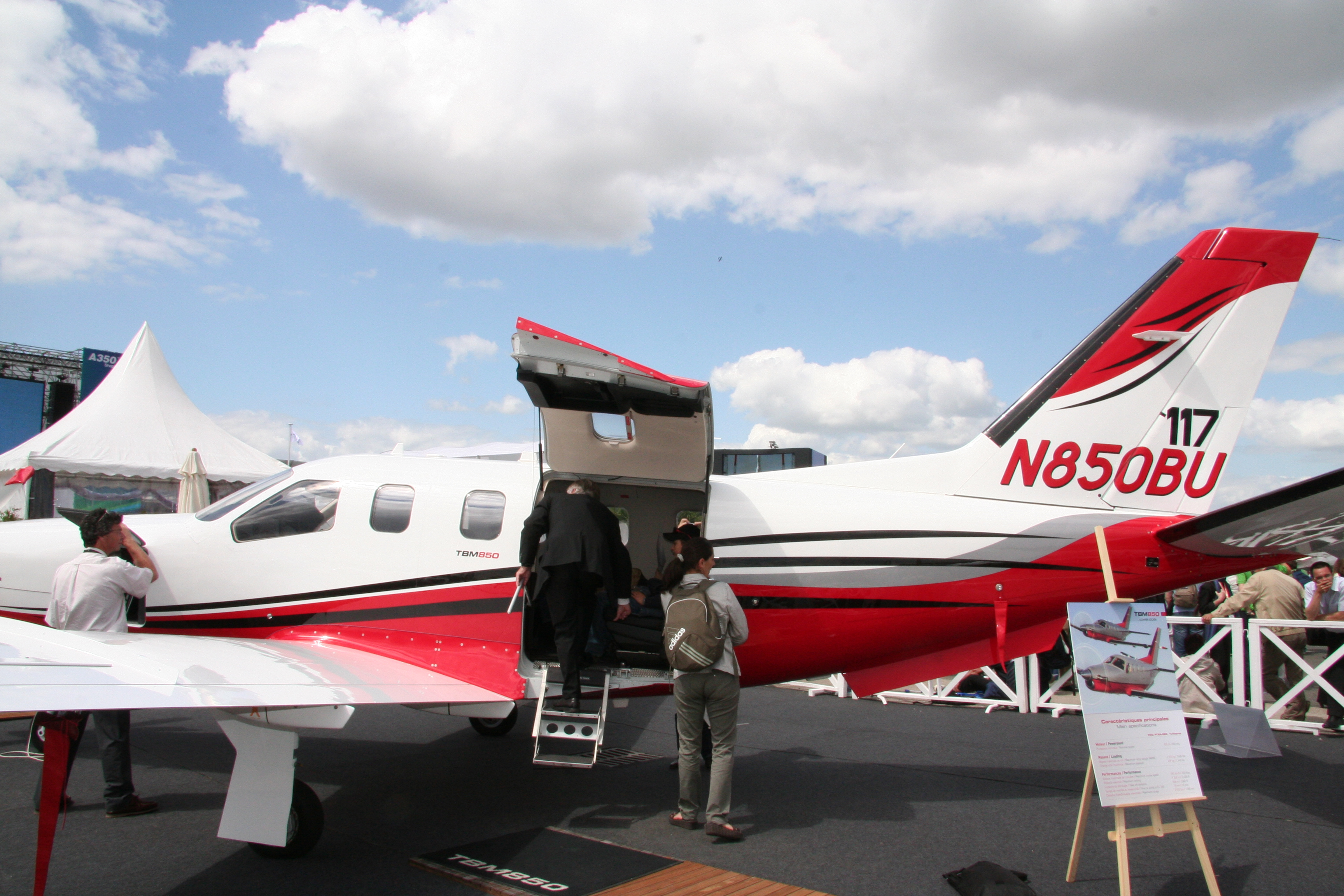
TBM 850
Versie met betere prestaties, uitgerust met een Pratt & Whitney Canada PT6A-66D-motor met een vermogen van 850 pk.
TBM 850 Elite
TBM 850-update met vier voorwaarts gerichte zitplaatsen, zodat er meer cabineruimte was voor bagage en vracht.
TBM 900, 910, 930 en 940
De 900 was een verbeterde versie van de TBM 850 met verschillende aerodynamische aanpassingen zoals winglets en een vijfbladige propeller. De 910 was uitgerust met verbeterde Garmin G1000 NXi-avionica. De 930 had een vernieuwd interieur en Garmin G3000-touchscreens in de cockpit. De aanpassingen van de 940 betreffen een autothrottle en een automatische de-icing (ontijzings)-installatie.

## Specificaties
- Type: Socata TBM 900
- Fabriek: Daher-Socata
- Zitplaatsen: 4-6
- Lengte: 10,72 m
- Spanwijdte: 12,83 m
- Hoogte: 4,36 m
- Vleugeloppervlak: 18 m²

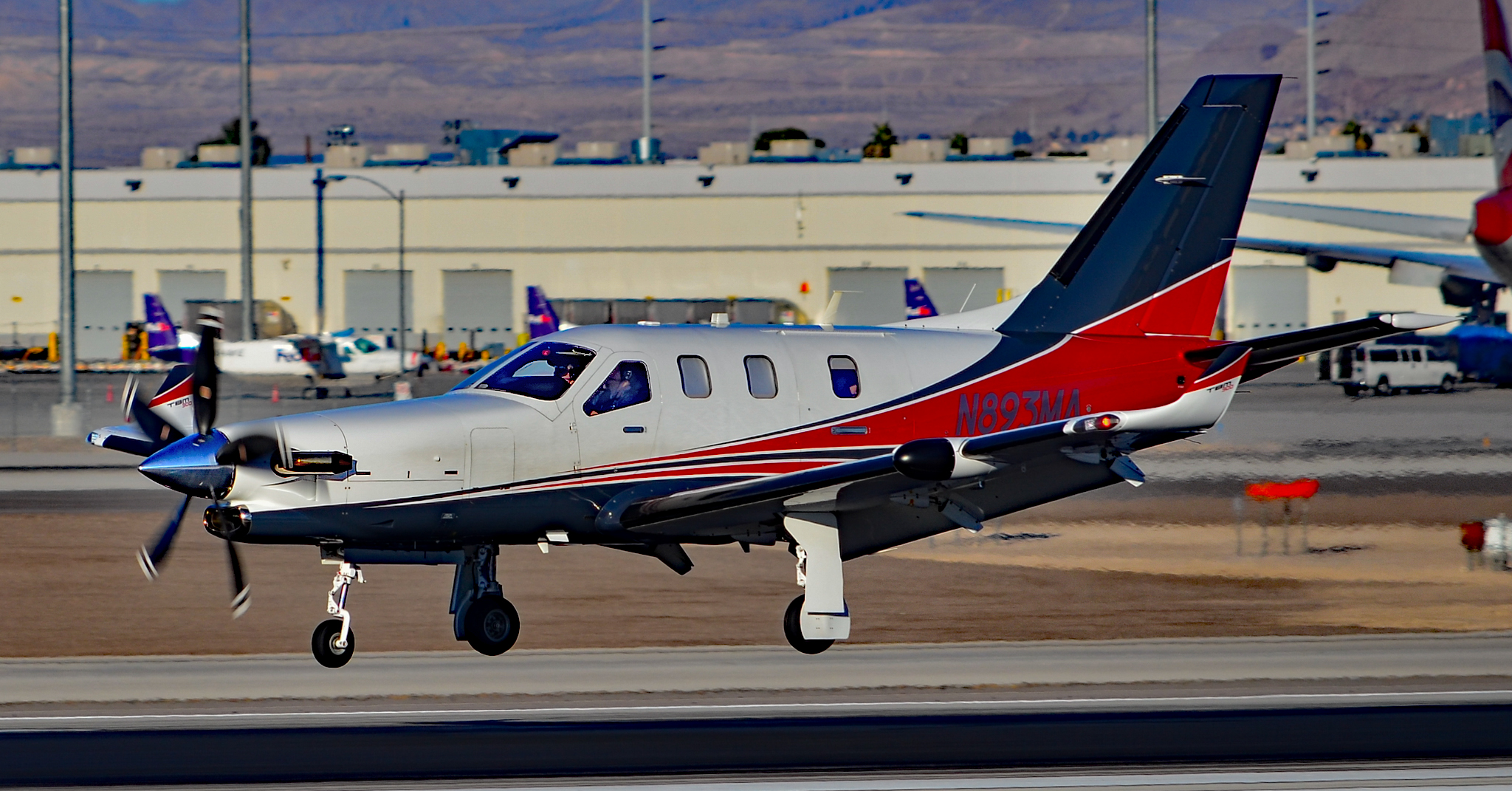
TBM 900

- Vleugelprofiel: wortel: RA 16-43; tip: RA 13.3-43
- Leeg gewicht: 2097 kg
- Maximum gewicht: 3354 kg
- Brandstof: 1100 liter
- Motor: 1 × Pratt & Whitney Canada PT6A-66D turboprop, 630 kW (850 shp)
- Propeller: 5-blads Hartzell constant-speed propeller
- Eerste vlucht: 14 juli 1988
- Gebouwd: 1988-heden

Prestaties:
- Maximumsnelheid: 611 km/u
- Kruissnelheid: 467 km/u
- Klimsnelheid: 10 m/s
- Plafond: 9449 m
- Vliegbereik: 3304 km
- Brandstofverbruik: 208 liter/uur (kruisvlucht op FL310)
- Startbaanlengte: 726 m